# Sandraudiga
Sandraudiga è una dea germanica citata da un'iscrizione latina su una pietra, ritrovata in Brabante Settentrionale nei Paesi Bassi.

## Descrizione
Attualmente la pietra è esposta presso il museo Rijksmuseum van Oudheden di Leida, nei Paesi Bassi. Il significato del nome è tuttora oggetto di discussione, ma è stato ipotizzato che possa significare "colei che colora la sabbia di rosso".